# Takapuwahia
Takapuwahia, aussi connu sous le nom de Porirua Pa, est le plus ancien site de colonisation de la cité de Porirua, située dans la partie sud de l’Île du Nord de la Nouvelle-Zélande.

## Histoire
En 1850, Takapuwahia avait une population de plus de 250 Maori, qui étaient venus de la région de Taupo, connue maintenant comme Plimmerton.
En 1889, le village devint le domicile primaire des Ngāti Toarangatira et en 1910.
Une école fut construite là .

## Installations
Le village comprend le Marae de Takapuwahia, un marae (terrain de rassemblement tribal) des Ngāti Toa Rangatira (en). Le marae inclut une wharenui (en) (maison de rencontre), connue sous le nom de ‘Toa Rangatira’  , .
Elle dépend de la gare de gare de Plimmerton (en)